# Улица Белышева
Улица Бе́лышева — улица в Невском районе Санкт-Петербурга. Проходит от улицы Коллонтай до улицы Подвойского.

## История
Улица получила название 3 марта 1975 года в честь Александра Викторовича Белышева — участника Октябрьской революции, балтийского матроса, комиссара крейсера «Аврора».
Изначально была застроена только чётная сторона улицы, на нечётной стороне располагался пустырь, простиравшийся до Дальневосточного проспекта. В начале 2000-х годов началась застройка пустыря гипермаркетами, для удобства подъезда к ним параллельно улице Белышева была проложена Нерчинская улица. Таким образом, территория пустыря была заметно сокращена, который фактически стал располагаться только между улицами Белышева и Нерчинской. В 2011—2014 годах на оставшейся части пустыря был возведён жилой комплекс «Аврора».
В декабре 2015 года на улице было введено одностороннее движение, направление — от улицы Коллонтай. Движение в противоположном направлении осуществляется по Нерчинской улице.

## Пересечения
- улица Коллонтай
- улица Подвойского

## Транспорт
Ближайшие к улице Белышева станции метро — «Проспект Большевиков» и «Улица Дыбенко».

## Объекты
- центральный тепловой пункт (ЦТП) — дом 4, корпус 2
- школа № 333[2] — дом 6
- детский сад № 112 — дом 8, корпус 2
- жилой комплекс «Аврора»